# Латмійська затока
Латмійська затока (дав.-гр. Λατμικός κόλπος) — затока на західному узбережжі Анатолії на південь від мису Мікале. Отримала свою назву від сусідньої гори Латм. В давнину глибина затоки становила 100 стадій — від Мілета, який знаходився біля виходу до Егейського моря до Гераклеї Карійської, розташованої у її глибині.
Фактично Латмійська затока була естуарієм річки Меандр (нині Великий Мендерес) і поступово була нею ж замулена. Колись портові міста Міунт, Прієна і Мілет взагалі опинилися посеред суходолу. Залишком затоки є сучасне озеро Бафа в Туреччині.